# Дмитрієвська сільська рада (Червоногвардійський район)
Дми́трієвська сільська рада (рос. Дмитриевский сельский совет) — сільське поселення у складі Червоногвардійського району Оренбурзької області Росії.
Адміністративний центр — селище Кристалка.

## Населення
Населення — 443 особи (2019; 520 в 2010, 662 у 2002).

## Склад
До складу сільської ради входять:
| Населений пункт   | Населення, осіб (2002) | Населення, осіб (2010) |
| ----------------- | ---------------------- | ---------------------- |
| Кристалка, селище | 532                    | 442                    |
| Петровське, село  | 130                    | 78                     |